# Zbîranka, Jovkva
Zbîranka (în ucraineană Збиранка) este un sat în comuna Velîki Hrîbovîci din raionul Jovkva, regiunea Liov, Ucraina.

## Demografie
Componența lingvistică a localității Zbîranka
     Ucraineană (100%)
Conform recensământului din 2001, toată populația localității Zbîranka era vorbitoare de ucraineană (100%).